# Tom Hughes (attore)
Tom Hughes (Chester, 18 aprile 1985) è un attore britannico.
È noto soprattutto per i ruoli di Jonty Millingden nella serie televisiva di ITV Trinity, Chaz Jankel nel film Sex & Drugs & Rock & Roll, Bruce Pearson nella commedia drammatica L'ordine naturale dei sogni, Nick Slade nel legal drama della BBC Silk e il Principe Albert nella serie storica Victoria. Più di recente ha vestito i panni di Joe Lambe nella serie BBC The Game.

## Carriera
Hughes è cresciuto a Chester, in Inghilterra, dove ha frequentato l'Upton High School. Era membro del Cheshire Youth Theatre e della Jigsaw Music Theatre Company, e nel 2008 si è diplomato presso la Royal Academy of Dramatic Art, con un bachelor of arts in recitazione. Nel 2009 ha recitato nello spin-off televisivo della BBC Casualty 1909 e nella serie televisiva di ITV Trinity.
Nel 2010 è apparso nel film biografico su Ian Dury Sex & Drugs & Rock & Roll nel ruolo di Chaz Jankel, membro del gruppo di Dury, ed è stato uno dei personaggi principali nel film L'ordine naturale dei sogni, diretto da Ricky Gervais e Stephen Merchant. Nello stesso anno ha recitato nella rappresentazione teatrale presso lo Young Vic di Sweet Nothings di David Harrower, diretta da Luc Bondy, ed è stato candidato ad un British Independent Film Award come miglior esordiente.
Dal 2011 è tra gli interpreti principali della serie televisiva giudiziaria BBC Silk, nel ruolo dell'avvocato tirocinante Nick Slade. Sempre nel 2011 ha recitato insieme a Ralph Fiennes e Rachel Weisz nel thriller televisivo della BBC Page Eight. Nel 2014 è protagonista della serie BBC The Game, una storia di spionaggio ambientata nella Londra degli anni '70, durante la guerra fredda, in cui Hughes interpreta il ruolo dell'affascinante agente MI5 Joe Lambe. Dal 2016 veste i panni del Principe Alberto, marito amatissimo della regina Vittoria, nella serie TV della ITV Victoria.

## Vita privata
Dal 2016 al 2021 ha avuto una relazione con l'attrice britannica Jenna Coleman, sua co-protagonista nella serie televisiva Victoria.

## Filmografia

### Cinema
- Tortoise, regia di Andy Bloom – corto (2009)
- Storage, regia di David Lea – corto (2009)
- Sex & Drugs & Rock & Roll, regia di Mat Whitecross (2010)
- L'ordine naturale dei sogni (Cemetery Junction), regia di Ricky Gervais e Stephen Merchant (2010)
- Eight Minutes Idle, regia di Mark Simon Hewis (2012)
- Questione di tempo (About Time), regia di Richard Curtis (2013)
- The Lady Vanishes, regia di Diarmuid Lawrence (2013)
- I Am Soldier, regia di Ronnie Thompson (2014)
- Dare To Be Wild, regia di Vivienne De Courcy (2015)
- The Incident, regia di Jane Linfoot (2015)
- London Town, regia di Derrick Borte (2016)
- Realive, regia di Mateo Gil (2016)
- Madame, regia di Amanda Sthers (2017)
- Red Joan, regia di Trevor Nunn (2019)
- Fino all'ultimo indizio (The Little Things), regia di John Lee Hancock (2021)
- Infinite, regia di Antoine Fuqua (2021)
- The Laureate, regia di William Nunez (2021)

### Televisione
- Casualty 1909, regia di Bryn Higgins e Mark Brozel – miniserie TV, 6 puntate (2009)
- Trinity – serie TV, 8 episodi (2009)
- Page Eight, regia di David Hare – film TV (2011)
- Silk – serie TV, 6 episodi (2011)
- Miss Marple (Agatha Christie's Marple) – serie TV, episodio 6x03 (2013)
- Dancing on the Edge, regia di Stephen Poliakoff – miniserie TV, 5 puntate (2013)
- The Game – serie TV, 6 episodi (2014)
- Victoria – serie TV, 23 episodi (2016-2019)
- Paula, regia di Alex Holmes – miniserie TV, 3 puntate (2017)
- A Discovery of Witches - Il manoscritto delle streghe (A Discovery of Witches) – serie TV, 5 episodi (2021)
- The English, regia di Hugo Blick – miniserie TV, 5 puntate (2022)
- Franklin, regia di Tim Van Patten – miniserie TV, 6 puntate (2024)
- Those About to Die, regia di Roland Emmerich e Marco Kreuzpaintner – miniserie TV (2024)

## Doppiatori italiani
Nelle versioni in italiano delle opere in cui ha recitato, Tom Hughes è stato doppiato da:
- Fabrizio De Flaviis in Silk, Victoria
- Flavio Aquilone in Red Joan, The English
- Alessandro Campaiola in A Discovery of Witches - Il manoscritto delle streghe, Those About to Die
- Niccolò Guidi in Questione di tempo
- Sacha Pilara in Madame